# Кох, Юлиан
Юлиа́н Кох (нем. Julian Koch; род. 11 ноября 1990, Шверте, Северный Рейн-Вестфалия) — немецкий футболист, защитник. Выступал за юношеские и молодёжные сборные Германии.

## Карьера
Юлиан родился в городе Шверте. В 1991 году семья переехала в Дортмунд. Футболом Юлиан начал заниматься в семилетнем возрасте в команде «Хёрде». Летом 2001 года он перешёл в футбольную академию «Боруссии».
В июле 2008 года на Коха обращает внимание Юрген Клопп, и Юлиан подписывает свой первый профессиональный контракт. Но играть он начинает во второй команде «Боруссии». 16 августа 2008 года Юлиан дебютирует в западной региональной лиге в матче первого тура против второй команды «Майнца», который закончился победой дортмундцев со счётом 4:1. Всего в дебютном сезоне Юлиан сыграл 30 игр и забил один мяч.
Следующий сезон, 2009/10, Юлиан также продолжал играть во второй команде. Однако в марте 2010 года он был вызван в основную команду, где дебютировал 6 марта в домашнем матче 25 тура против «Боруссии» из Мёнхенгладбаха, который завершился крупной победой со счётом 3:0. Юлиан вышел на замену на 85-й минуте вместо Кевина Гросскройца. Выйдя на замену в 26-м туре, в гостевом матче против «Бохума», выигранном со счётом 4:1, вместо Нельсона Вальдеса на 78-й минуте, на поле в Бундеслиге больше не появлялся.
В сезоне 2010/11 Юлиан отправился в аренду во Вторую Бундеслигу в клуб «Дуйсбург», в котором сыграл 22 матча и забил 2 мяча. Дебют в «Дуйсбурге» состоялся 22 августа 2010 года в гостевом поединке против «Оснабрюка», который завершился победой со счётом 3:1. Кох смог отличиться в своём первом поединке.
5 июня 2013 года Кох перешёл в «Майнц 05» и подписал контракт сроком на четыре года.

## Достижения
«Боруссия Дортмунд»
- Чемпионат Германии по футболу — 2011/12
- Обладатель Кубка Германии — 2011/12

«Ференцварош»
- Чемпионат Венгрии по футболу — 2018/19
- Обладатель Кубка Венгрии — 2016/17